# 贝克杜洛特·拉苏尔别科夫
贝克杜洛特·拉苏尔别科夫（1996年9月12日—），吉尔吉斯斯坦男子举重运动员，2021年伊斯兰团结运动会男子102公斤级铜牌得主、2022年亚洲举重锦标赛男子109公斤级银牌得主。